# 崔允升
崔允升，字二初，山西平陽府翼城縣崔庄里人，明朝政治人物，同進士出身。
崇禎九年（1636年）丙子鄉薦，十三年（1640年）庚辰科三甲進士，初任陕西富平县知县，明亡後先降順，後降清升西安府知府。時值賀逆亂，允升悉力守御，獲奏膚功。秦州民有兄弟争產者，贿以萬金求左袒，升厉色却之，從容論以天倫，兄弟皆感泣如初。歴官陕西按察司副使，分巡隴右道。事母至孝，谢政家居，不異韋素，惟以文行課子。